# 雄武軍節度使 (前蜀)
雄武軍節度使，五代十国的节度使。
唐朝天祐二年（905年）分山南西道节度使设巴渠開都團練觀察使，治所在巴州（今四川省巴中市）。下辖巴州、渠州（今四川省渠县）、开州（今重庆市开州区），前蜀武成元年（908年），前蜀废除巴渠開都團練觀察使，设立雄武軍節度使，改治金州（今陕西省安康市）。下辖金州、巴州、渠州、开州、通州（今四川省达州市）、潾州（今四川省大竹县东南）。乾德二年（920年），雄武軍節度使王宗朗叛乱被平定，雄武軍被废除。诸州改属山南西道节度使。后唐灭前蜀，金州属西京留守。后晋天福四年（939年），在金州设立怀德軍節度使，下辖夔州一州。开运元年（944年），怀德軍節度使被废，金州改为防御州。

## 历任节度使
- 王宗朗（908年—920年）
- 潘環（939年—940年）
- 田武（940年—944年）